# Sandale cu ciorapi

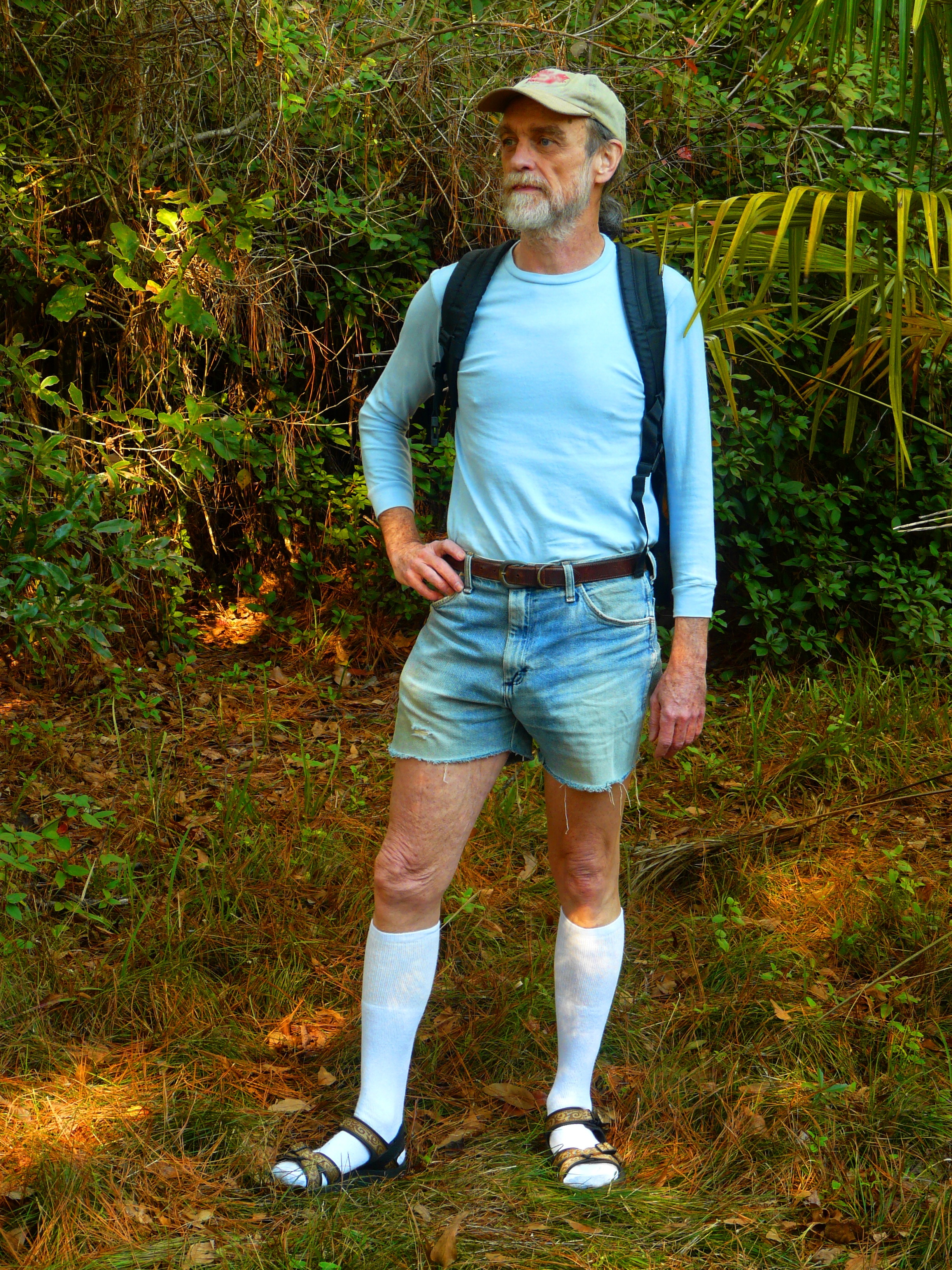
Bărbat cu ciorapi încălțat în sandale

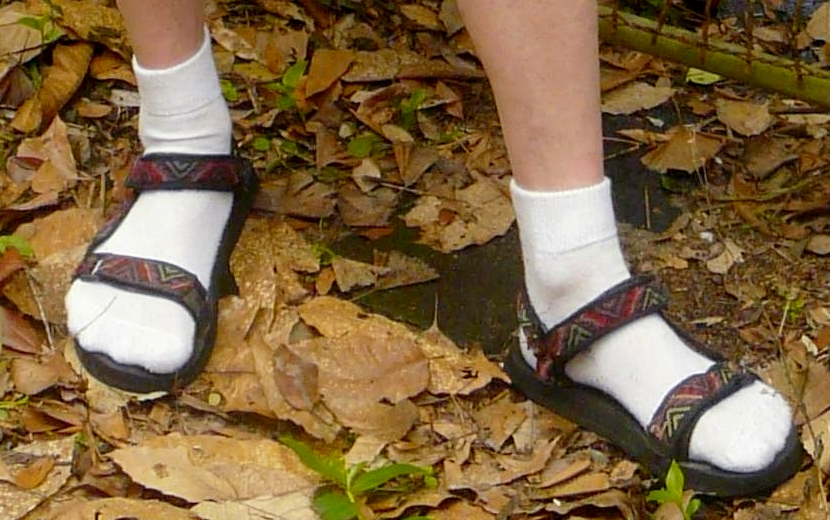
Sandale încălțate peste șosete albe

Purtarea sandalelor cu ciorapi este o combinație vestimentară controversată și un fenomen dezbătut în diferite țări și culturi. Este identificat ades ca un faux pas al modei.

## Istoric
Cea mai veche atestare a sandalelor cu ciorapi este documentată într-un sit arheologic din North Yorkshire, Anglia. Descoperirea lasă de înțeles că romanii purtau sandale peste ciorapi în urmă cu mai mult de 2.000 de ani.

## Părere generală
Sandalele cu ciorapi sunt o soluție aplicată des de modelieri din toată lumea. De exemplu, în anul 2010, ziarul Daily Telegraph a scris că sandalele cu ciorapi sunt un hit al sezonului de primăvară-vară al anului respectiv. În iulie 2015 această tendință revine.
În 2013, rețeaua comercială britanică Debenhams a publicat rezultatele unui sondaj online despre cele mai deranjante greșeli de stil, la care au participat peste 1.500 de clienți. Deși case de modă prestigioase precum Burberry, Christian Dior, Louis Vuitton și Chanel lansaseră sandale cu ciorapi în colecțiile lor în acel an, acestea au luat primul loc în sondaj. Reprezentanții Debenhams au concluzionat următoarele: „Se potrivește bine fetelor de pe podium, dar nu e exact ceea ce ai vrea să vezi în promenadele de rutină”.
O astfel de combinație vestimentară este populară printre bătrâni, gopnici, germani și britanici. Avantajele purtării sandalelor cu ciorapi sunt protecția pielii tălpii de fricțiune și murdărie, lipsa necesității de a îngriji pedichiura, cât și mascarea unor neajunsuri ale piciorului. Un dezavantaj este riscul de a murdări ciorapii pe timp de ploaie.
Saurabh Bhatia, autorul cărții Indian Corporate Etiquette (din engleză Eticheta corporativă din India), recomandă în cartea sa: „Dacă, dintr-un anumit motiv, încălțați sandale fără ciorapi, asigurați-vă că unghiile sunt curate și tăiate scurt”. Joshua Belter, autorul cărții The Book of Rules: The Right Way to Do Everything (din engleză Cartea regulilor: Modul corect de a face orice), atrage atenția că ciorapii influențează negativ răcirea picioarelor încălțate în sandale.

## Adepți celebri
Printre adepții acestei combinații vestimentare se numără Sarah Jessica Parker, Jake Gyllenhaal, Vanessa Hudgens, Kelly Osbourne, Alexa Chung ș.a.
Fotbalistul David Beckham și interpretul Justin Bieber au fost luați în derâdere pentru aparițiile lor în sandale cu ciorapi de către tabloidul britanic Daily Mail.